# 海因茨·库廷
海因茨·库廷（德語：Heinz Kuttin，1971年1月5日—），奥地利男子跳台滑雪运动员。他曾代表奥地利参加1988年、1992年和1994年冬季奥林匹克运动会跳台滑雪比赛，获得一枚银牌和二枚铜牌。